# Cry Luison
Cry Luison (conocido en América Hispana como "Gritar Lobizón" y en España como "Que viene el lobo") es el quinto episodio de la cuarta temporada de la serie de televisión estadounidense de drama sobrenatural y policíaco Grimm. El guion principal del episodio fue coescrito por el guionista Michael Golamco, y la dirección general estuvo a cargo de Eric Laneuville.
El episodio se transmitió originalmente el 21 de noviembre del año 2015 por la cadena de televisión estadounidense NBC. Para la emisión de Latinoamérica, el estreno se llevó a cabo el 8 de diciembre del mismo año por el canal Universal Chanel a unas semanas de su debut original.
La trama policial semanal se relaciona con un lobison|Luisón]] brasileño que intenta volver loca a su esposa; Nick y Hank resuelven el caso con ayuda de Monroe y sin recurrir a Truble, a quien Nick desea preservar. Nick y Juliette dudan nuevamente si deberían restaurar los poderes de Nick ahora que Elizabeth finalmente aparece con un remedio que podría restaurarlos. Por otra parte Trubel tiene que tomar los asuntos de Wesen de la ciudad en sus propias manos, mientras las amenazas contra el matrimonio mixto entre Monroe y Rosalee se agravan. En Austria Adalind continua su lucha por escapar del castillo, pero para ello deberá combatir contra su dolor.

## Título y epígrafe
El título "Cry Luison" es un derivado de la usual expresión inglesa "cry wolf", sin equivalencia en el español, con la que se busca significar que alguien solo busca llamar la atención, o que no hay que prestarle atención. La expresión está derivada de la fábula de Esopo El pastor mentiroso (en inglés The Boy and the Wolf), en la que un niño alarma a toda la aldea gritando "¡Lobo!" reiteradamente, y cuando realmente el lobo viene, ya nadie le cree, ni va en su ayuda. El epígrafe del capítulo está tomado de la misma fábula. La expresión y el cuento, son relacionados en el episodio con la leyenda sudamericana del Luisón o luisón, cuyo nombre proviene de la palabra guaraní "luisõ", y este, del portugués brasileño "lobishomem".
El epígrafe del capítulo corresponde a la moraleja de la célebre fábula de Esopo El pastor mentiroso, tomada de la versión incluida en la también célebre -en lengua inglesa- compilación realizada en 1909 por Charles W. Eliot, bajo el nombre de The Shelf of Fiction, más conocida como Harvard Classics:

Versión original en inglés
A liar will not be believed, even when he speaks the truth.
Emisiones en español
HispanoaméricaNunca se creerá a un mentiroso, aunque diga la verdad.
EspañaEn boca del mentiroso, lo cierto se hace dudoso.

En otras versiones en inglés de la fábula, la moraleja se encuentra expresada de manera diferente: 

Versiones clásicas en inglés
John Hookham Frere (1830)
 This shews the bad effects of lying,
And likewise of continual crying;
If I had heard you scream and roar,
For nothing, twenty times before,
Although you might have broke your arm,
Or met with any serious harm,
Your cries could give me no alarm,
They would not make me move the faster,
Nor apprehend the least disaster;
I should be sorry when I came,
But you yourself would be to blame.

William Ellery Leonard (1912)
For none believes the liar, forsooth,
Even when the liar speaks the truth.

Louis Untermeyer (1965)
Liars are not believed forsooth,
Even when liars tell the truth.
Español
John Hookham Frere (1830)
Esto muestra los malos efectos de mentir,
Y también de continuo lloriqueo;
Si te he oído gritar y rugir,
Por nada, veinte veces antes,
Aunque te hubieras roto un brazo,
O puesto en serio daño,
Tus llantos no me generarán ninguna alarma,
No harán que me mueva más rápido,
Ni preocuparme del inminente desastre;
Lo lamentaré cuando llegue,
Pero solo a ti debes culpar.

William Ellery Leonard (1912)
Porque nadie le cree al mentiroso, por cierto,
Aun cuando el mentiroso diga la verdad.

Louis Untermeyer (1965)
A los mentirosos no se les cree por cierto,
Aún cuando los mentirosos cuenten la verdad.

## Argumento
Una confundida Juliette le pregunta a Elizabeth como puede ser "el elemento clave" para la restauración de los poderes de Nick. A lo que esta le contesta a ella y a los demás que con la poción perfeccionada, la veterinaria podrá asumir la forma de Adalind y de esa manera revertir lo que hizo, haciendo lo mismo que ocurrió el día de la boda. La sola sugerencia termina por molestar a Nick quien de inmediato se opone a esto y no desea intentarlo. Muy a pesar de que Juliette ahora se ve convencida de la efectividad del remedio y de las advertencias de Elizabeth, quien afirma que los efectos secundarios de la poción solo empeorarán y sería igual de peligroso que no hacer nada. Nick entonces decide pedir algo de tiempo para pensarlo.    
En otra parte de la ciudad, una mujer de nombre Ava se prepara para descansar, pero se muestra muy nerviosa por hacerlo, no es sino hasta después de asegurarse de que su esposo revisará toda la casa, en la que la mujer se anima a dormir. Pero a unas horas después se despierta y comienza a ser perseguida por un wesen vestido en traje y con una copa de vino quien afirma que solo quiere ser su amigo y que la quiere proteger. Completamente aterrada por lo visto, Ava se apresura a su auto y conduce a toda velocidad, pero se percata por la presencia del Wesen en su auto, lo que la distrae el tiempo suficiente para arroyar a un joven en bicicleta. 
En Europa, Adalind sigue luchando por no ahogarse en el castillo, de pronto aparece en otra habitación y Hoffman se le acerca diciéndole que no debió "despertarlos". Adalind se justifica diciendo que los rostros en las paredes afirmaban saber la localización de Diana a lo que Hoffman responde que ellos solo dicen lo que quería escuchar. Adalind trata de seguir a Hoffman, pero se distrae por el sonido de quien cree que es su hija y los llantos la atraen a una habitación, lugar donde cree establecer contacto con la desaparecida Diana. Pero al mecerla, la bebe se transforma inexplicablemente en un cerdo y para cuando Adalind trata de escapar de la habitación, cae por el suelo de regreso a su celda, ahora más desesperada y triste que antes. Poco después Viktor entra en la celda y le pregunta a Adalind si ya ha tenido "suficiente". La Hexenbiest asiente y se dispone a hacer lo que sea, Viktor entonces le responde que lo único que quiere es lo mismo que ella: hallar a Diana.
De regreso en Portland, Nick, Juliette y Trubel reciben la visita de Bud quien se presenta formalmente con Trubel y quiere su ayuda para lidiar con un Wesen bravucón. Una vez que Nick se marcha para trabajar en su más reciente caso, Bud aprovecha la ocasión para decirle a Trubel que en realidad necesita de su ayuda para lidiar con un Klaustreich llamado Shawn que se enteró de que Nick ya no es un Grimm, (como consecuencia de que el Eisbiber le confió su secreto a su amigo Joe que divulgó su secreto por accidente a Shawn), y por lo tanto tiene planeado vengarse de Nick. Trubel decide encargarse confrontando severamente Joe por su indiscreción y poco después amenaza de muerte a Shawn para asegurarse de que envié un mensaje al resto de los Wesen que piensen igual a él, luego de ser disuadida por Bud de no acabar con el Wesen. No obstante Trubel comenta que no será suficiente desde que está convencida de que habrá otros.
Nick se reúne con Hank y Wu en una escena del crimen, la cual corresponde al accidente causado por Ava. Hank le comenta a Nick que tienen que decidir que van a hacer con Wu, ya que tarde o temprano se enterará de su inusual relación con Trubel. Poco después Hank y Nick entrevistan a Gabriel Martel, el esposo de la víctima quien les dice que su esposa fue diagnosticada con una enfermedad mental hace 6 meses y que desde entonces ha estado tenienod alucinaciones de ser perseguida y hostigada por un hombre parecido a un lobo. Para cuando Nick y Hank entrevistan a la doctora de Ava, ambos toman como referencias los dibujos de Ava y notan la similitud que existe con un Blutbad. Para cuando los detectives consultan la opinión de Monroe y Rosalee, el Blutbad les desmiente a sus amigos que la criatura dibujada es un Luison, un wesen canino pariente de los Blutbaden. Monroe entonces se ofrece para ayudar a identificar sí Gabriel es un Luison. No obstante para cuando Monroe va a investigar en la residencia del caso, este se topa con la sorpresa de que Gabriel tiene un hermano gemelo y por lo tanto una explicación de la omnipresencia del Wesen. Comprendiendo que Gabriel esta cada vez más cerca de conseguir enloquecer a su rica esposa, Nick decide encontrar una manera de resolver el caso lo antes posible. 
En Filadelfia Josh Porter regresa a su hogar con las cenizas de su padre, solo para encontrar el lugar saqueado y destruido por unos agentes de la Verrat que tratan de atraparlo, aparentemente tratando de apoderarse de la llave mapa de su familia. Aunque Josh logra evadir a los Hundjagers y contactar a Nick por ayuda. Eventualmente Josh se ve obligado a huir de la ciudad por su propio bien.
De regreso en Portland, Nick, Hank y Monroe se escabullen en la casa de Ava y Gabriel, en su intento por detener al Luisón, plantando máscaras similares a la vowe del wesen y así probar que el mismo es un "fraude". Pero de una forma inesperada, los tres descubren que Gabriel tiene hermanos trillizos. De igual manera los detectives consiguen detener a los criminales y arrestarlos, salvando a Ava de la locura en el progreso. Más tarde en la casa de Nick, la pandilla se reúne para celebrar la resolución del caso, pero la celebración es interrumpida con una nueva advertencia del Secundum Naturae Ordinem Wesen en el patio trasero, quienes han dejado su marca en llamas, para el horror de Monroe y Rosalee. Al contemplar esto Juliette finalmente se decide a participar en el proceso de restaurar los poderes de Nick, antes de preguntarle a Nick si esta de acuerdo, a lo que él responde que sí.

## Elenco
- David Giuntoli como Nick Burkhardt.
- Russell Hornsby como Hank Griffin.
- Bitsie Tulloch como Juliette Silverton.
- Silas Weir Mitchell como Monroe.
- Sasha Roiz como el capitán Renard.
- Bree Turner como Rosalee Calvert.
- Reggie Lee como el sargento Wu.
- Claire Coffee como Adalind Schade.

## Producción
El título, parte de su trama y la frase al comienzo del episodio se derivan del famoso relato "el niño que gritó lobo". Pero igual que muchos episodios en Grimm se le dio a la historia un giro creativo y moderno. 

### Guion
David Greenwalt y Jim Kouf comentaron en reportaje de Zap2it antes del debut de la cuarta temporada que uno de los nuevos Wesen introducidos en los nuevos episodios sería una explicación de la Esquizofrenia. "Vamos a explicar la esquizofrenia a nuestra manera ¿Qué si no escuchabas voces en tu cabeza sino veías a un Wesen hablándote? Pensarías que estas enloqueciendo y terminarías hospitalizado y tomando medicamentos." En el mismo reportaje se reveló que otro de Wesen introducidos sería el Luison y que su introducción sería similar a Gaslight donde alguien trata de convencer a otra persona que esta loca. Pese a que en el episodio se hace mención de muchas de las características del trastorno mental, el nombre no es mencionado en ningún momento del episodio.

### Continuidad
- Nick y Juliette por fin se deciden a restaurar los poderes del primero.
- Monroe y Rosalee siguen recibiendo amenazas por su matrimonio.
- Bud termina por meter en problemas a Nick de nuevo.

## Recepción

### Audiencia
En el día de su transmisión original en los Estados Unidos por la NBC, el episodio fue visto por un total de 4.960.000 de telespectadores. Sin embargo el total de personas que vieron y descargaron el episodio fue de un total de 7.780.000.

### Crítica
El episodio ha sido recibido con críticas mixtas a negativas de parte de los fanes y críticos.
Kendall Williams de Den of Geek le dio al episodio una crítica mixta comparando al episodio como una novela: "La historia del episodio de esta noche, "Cry Luison," es una de codicia, mentiras y decepción comúnmente contada en novelas de día y noche. El villano aquí es capaz de atormentar a su víctima con su bestia interna expuesta. Las cosas que las personas hacen por dinero o por amor no son exclusivas de humanos. A los Wesens les agradan las casotas, cosas de lujos, y vinos finos también. Sobre el curso del episodio, es fácil creer que el coco no sea real, sino una ficción mental heredada. En segunda vista, recordamos que estamos viendo Grimm, y podría haber algo o alguien real a considerar."